# Mazabanes
Mazabanes (auch: Mozabanus, Mazabanis, Mazbenes oder Megabezes; † 260) war Bischof von Jerusalem als Nachfolger des Alexander. Dieser war um 251 ein Opfer der Christenverfolgung des Decius geworden. Über Mazabanes ist wenig bekannt. Sein Tod wird von Eusebius von Caesarea in die Regierungszeit des Kaisers Gallienus gelegt, wobei ein Termin vor 264 am wahrscheinlichsten ist, da Mazabanes Nachfolger Hymenaios als Teilnehmer eines Konzils von Antiochia geführt wird, das über den Fall Paul von Samosata diskutierte und das in dieses Jahr fällt. Allgemein gilt 260 als Todesjahr des Mazabanes am wahrscheinlichsten.
Sein Name deutet auf eine Herkunft aus Syrien hin.